# Azor (film)
Azor è un film del 2021 diretto da Andreas Fontana.

## Trama
Buenos Aires, 1980. Il banchiere privato ginevrino Yvan De Wiel viaggia con la moglie Inés nell'Argentina della dittatura militare. Sta cercando il suo socio René Keys che era incaricato di mantenere i rapporti con i ricchi clienti argentini ed è misteriosamente scomparso. De Wiel incontra una società decadente di proprietari terrieri, nuovi ricchi, ereditiere, ufficiali dell'esercito, faccendieri e prelati, tutti complici del regime ma preoccupati di approfittare dell'ipocrita collusione tra il sistema bancario svizzero e la diplomazia per nascondere i loro capitali all'estero.